# 中央研究院生物研究所舊址
中央研究院生物研究所舊址位於重慶市北碚區朝陽街道文星灣新橋社區（原大明絨布總廠子弟校），文物遺址年代為1937年，2009年12月15日列為第二批重慶市文物保護單位。